# M/S Legend
M/S Legend är ett tidigare finländskt passagerarångfartyg, som har liggat halvsjunket på grund i Norrköping från december 1996 till januari 2022.
M/S Legend byggdes 1906 som S/S Punkaharju av Paul Wahl & Co i Varkaus i Finland. Hon seglade sedan på Saimen och Saima kanal till 1987, då hon såldes till Archipelago Cruise Lines i Åland och döptes om till M/S Legend. Hon motoriserades 1967.
Hon gjorde kryssningar från Mariehamn i den åländska skärgården. Bråvikens Skärgårdsturer köpte M/S Legend på Åland 1994 för att bedriva passagerartrafik med Norrköping som bas. 
M/S Legend sjönk vid Karlsro Marin i Bråviken, senast registrerad i Sjöfartsregistret på Bråvikens Skärgårdsturer AB. Fartyget bärgades och skrotades våren 2022.